# Cholit (Sinaj)
Cholit (hebrejsky: חוֹלִית, podle slova "Chol" - "Písek", anglicky: Holit) byla izraelská osada v bloku osad Chevel Jamit nacházejících se v severovýchodním cípu Sinajského poloostrova jihozápadně od města Jamit. Byla založena roku 1977 jako osada typu "Nachal", tedy kombinace vojenského a civilního osídlení. K roku 1977 zde zpráva připravená pro americký senát odhaduje počet obyvatel na 50. Obyvatelstvo se rekrutovalo z řad stoupenců levicové strany Ma'arach. 17. ledna 1978 byla přeměna na civilní osadu typu kibuc. Kibuc Cholit byl v důsledku podpisu Egyptsko-izraelské mírové smlouvy vystěhován v roce 1982. Téhož roku byla vesnice Cholit znovu postavena nedaleko odtud, v jižním Izraeli, v Oblastní radě Eškol.